# Mesosa nebulosa
Mesosa nebulosa је инсект из реда тврдокрилаца (Coleoptera) и фамилије стрижибуба (Cerambycidae). Припада подфамилији Lamiinae.

## Распрострањење и станиште
Настањује безмало целу Eвропу (изузев Ирске и Балтичких земаља). Бележена је у готово целој Србији, али није баш честа. Омиљено станиште су јој ретке шуме у равничарском и брдском делу земље.

## Опис
Mesosa nebulosa је дугaчка 9—15 mm. Тело је издуженије, виткије, мање него код сродне врсте Mesosa curculionoides. Тело и ноге су покривени густим, полеглим црвеносмеђим длачицама. Антене су од трећег чланка смеђе и без густих, белосивих длачица. На покрилцима су иза прве четвртине и иза средине попречне, назубљене, неправилне црне врпце.

## Биологија
Животни циклус им траје две године. Ларве се развијају у стаблу и гранама леске (Corylus avellana), смокве (Ficus carica), ораха (Juglans regia) и још неких врста листопадног дрвећа.